# Алпирсбах
Алпирсбах (њем. Alpirsbach) град је у њемачкој савезној држави Баден-Виртемберг. Једно је од 16 општинских средишта округа Фројденштат. Према процјени из 2010. у граду је живјело 6.757 становника. Посједује регионалну шифру (AGS) 8237002.

## Географија
Алпирсбах се налази у савезној држави Баден-Виртемберг у округу Фројденштат. Град се налази на надморској висини од 441-761 метра. Површина општине износи 64,6 km².

## Становништво
У самом граду је, према процјени из 2010. године, живјело 6.757 становника. Просјечна густина становништва износи 105 становника/km².